# Marguerite MacIntyre
Pour les articles homonymes, voir MacIntyre.
Marguerite MacIntyre, née le 11 mai 1965 à Détroit (Michigan), est une actrice, scénariste et productrice américaine.
Après des débuts au théâtre et dans des productions Broadway et Off-Broadway, elle se fait connaître dans les séries télévisées fantastiques : Kyle XY (2006-2009) et Vampire Diaries (2009-2017). Elle entame, parallèlement, une carrière de scénariste et de productrice.

## Biographie

### Enfance et débuts
Elle commença sa carrière à l'âge de seize ans et fut diplômée de la Coronado High School (en), à Scottsdale (Arizona), en 1979 et détient également un Bachelor of Fine Arts obtenu à l'université du Sud de la Californie. Elle a, par ailleurs, étudié à la Royal Academy of Dramatic Art.

### Carrière

#### Théâtre, broadway et rôles mineurs
Elle apparut, en premier lieu, dans des productions théâtrales régionales telles que Fahrenheit 451 mais aussi des productions de Broadway comme Jane Eyre, City of Angels, No Way to Treat a Lady, Annie Warbucks, Weird Romance et Mata Hari.
En 1994, elle signe pour son premier long métrage, en décrochant un rôle mineur dans la comédie dramatique Radioland Murders. 
À la télévision, Marguerite a joué dans des comédies et des drames. Elle interpréta des rôles dans des comédies telles que Seinfeld, Ally McBeal, Les Dessous de Veronica (Veronica's Closet) et Un toit pour trois (Two Guys and a Girl). En 2000, elle donne la réplique aux célèbres sœurs Mary-Kate et Ashley Olsen dans la comédie familiale Liées par le secret. Deux ans plus tard, elle a un petit rôle dans le thriller Dragon rouge porté par Anthony Hopkins. 
Elle a aussi joué un rôle récurrent dans The Shield et fut guest star dans Urgences (E.R.), The Practice : Bobby Donnell et Associés (The Practice), Le Caméléon (The Pretender). 

#### Révélation télévisuelle, scénariste et production

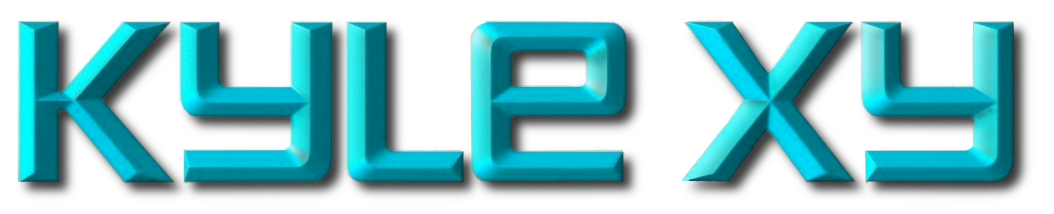
Logo original de la série télévisée Kyle XY.

En 2004, elle décroche son premier rôle principal pour la série télévisée dramatique The Days. Cette courte série, à la particularité de mettre en scène 24 heures de vie des Day, une famille de Philadelphie, à chacun des six épisodes. Il s'ensuit d'autres interventions, le temps d'un épisode, dans des séries installées comme Numbers, Bones et Shark. 

Et c'est finalement, en 2006, qu'elle se fait réellement connaître du grand public, en intégrant la distribution principale de la série fantastique Kyle XY aux côtés de Matt Dallas. Ce show, dans lequel elle interprète la psychologue protectrice qui prend en charge le protagoniste principal et qui décide de l'installer dans sa famille est finalement arrêté, après trois saisons, en 2009. 

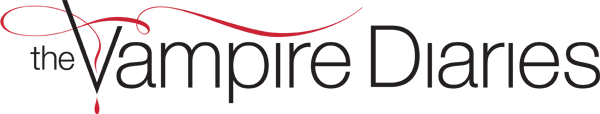
Logo original de la série télévisée Vampire Diaries.

Elle rebondit aussitôt vers un autre rôle important, celui du Shérif Elizabeth Forbes, la mère de Caroline Forbes, dans la série dramatique et fantastique à succès Vampires Diaries. L'épisode pilote est diffusé le 10 septembre 2009 sur la chaîne américaine The CW et, très rapidement, la série s'impose comme l'un des rendez-vous phares de la chaîne, avec une communauté très active. Ce franc succès auprès du public, permet à la chaîne d'atteindre des records d'audiences.
MacIntyre profite alors de ce succès et de cette stabilité, pour faire ses débuts en tant que scénariste. À partir de 2013, notamment, elle travaille sur la série dérivée The Originals. 
En 2016, elle est à l'origine de quelques scénarios des séries télévisées Containment et de la version US de Casual, des show dans lesquelles elle enfile aussi la casquette de productrice.
Après l'arrêt de Vampire Diaries, en 2017, et de The Originals, en 2018, elle reste fidèle à cet univers, en rejoignant les membres de la production de la seconde série dérivée, Legacies, tout en participant, épisodiquement, à l'écriture de quelques-uns des scénarios. 

## Filmographie

### Actrice

#### Cinéma

##### Longs métrages
- 1994 : Radioland Murders de Mel Smith : L'annonceuse du bain à bulles
- 1998 : Bury the Evidence de J. Greg De Felice : La femme (voix)
- 2000 : Liées par le secret (Our Lips are Sealed) de Craig Shapiro : Un professeur
- 2002 : Dragon rouge (Red Dragon) de Brett Ratner : Valerie Leeds
- 2012 : April Apocalypse de Jarret Tarnol : Muriel

##### Court métrage
- 2017 : Eve de Lauren Petzke : Caroline

#### Télévision

##### Séries télévisées
- 1994 : Seinfeld : Karen (1 épisode)
- 1994 : L'As de la crime (The Commish) : Elaine MacGruder (1 épisode)
- 1997 - 1998 : The Tom Show : Darla (3 épisodes)
- 1998 : You Wish : Jessica (1 épisode)
- 1998 : Faits l'un pour l'autre (To Have & to Hold) : Karen Flood (1 épisode)
- 1998 : Trois hommes sur le green (The Secret Lives of Men) : Laura (1 épisode)
- 1998 - 1999 : Un toit pour trois (Two Guys and a Girl) : Kaitlin Rush (3 épisodes)
- 1999 : Le Caméléon (Murder 101) : Deborah Clark (1 épisode)
- 1999 : Les Dessous de Veronica (Veronica's Closet) : Lily (1 épisode)
- 1999 : Merci les filles (Odd Man Out) : Barbara Wickwire (1 épisode)
- 2000 : Sarah : Nancy (1 épisode)
- 2000 : Pacific Blue : Mme Lamb (1 épisode)
- 2000 : Ally McBeal : Deborah Schofield (1 épisode)
- 2001 : New York, unité spéciale (Law & Order : SVU) : Darlene Sutton (saison 2, épisode 17)
- 2002 : Septuplets : Kay Wilde (pilote non retenu)
- 2002 : La Vie avant tout (Strong Medicine) : Tori Davis (1 épisode)
- 2003 : The Shield : Emma Prince (4 épisodes)
- 2003 : The Practice : Bobby Donnell et Associés (The Practice) : Avocate de Jake Spooner (1 épisode)
- 2004 : NCIS : Enquêtes spéciales (Navy NCIS: Naval Criminal Investigative Service) : Commandant Lauren Tyler (1 épisode)
- 2004 : Amy (Judging Amy) : Nala Cooper (1 épisode)
- 2004 : The Days : Abby Day (rôle principal - 6 épisodes)
- 2005 : NIH : Alertes médicales : Dr. Karen Lowe (1 épisode)
- 2005 : Numb3rs : Erica Kalen (1 épisode)
- 2005 : Inconceivable : Sonya Vanucci (1 épisode)
- 2005 : Bones : Dr. Denise Randall (1 épisode)
- 2006 : Shark : Vivian Anderson (1 épisode)
- 2006 - 2009 : Kyle XY : Nicole Trager (rôle principal - 43 épisodes)
- 2008 : Les Experts : Manhattan (CSI: Manhattan) : Annie McBride (1 épisode)
- 2009 : Mentalist : Heather Prentiss (1 épisode)
- 2009 : Les Experts : Miami (CSI: Miami) : Deborah Emerson (1 épisode)
- 2009 - 2017 : Vampire Diaries : Sheriff Elizabeth Forbes (rôle récurrent - 50 épisodes)
- 2020 : Little Fires Everywhere : Grace (mini-série -1 épisode)

### Scénariste
- 2011 : Pretty Tough (série télévisée) : 5 épisodes
- 2016 : Containment (mini-série) : 3 épisodes
- 2016 - 2017 : Casual (série télévisée) : 3 épisodes
- 2013 - 2018 : The Originals (série télévisée) : 47 épisodes
- depuis 2018 : Legacies (série télévisée) : 2 épisodes

### Productrice
- 2016 : Containment (mini-série) : 2 épisodes
- 2016 - 2017 : Casual (série télévisée) : Co-productrice de 13 épisodes et productrice de 13 épisodes
- 2018 : The Originals (série télévisée) : 13 épisodes
- depuis 2018 : Legacies (série télévisée) : 14 épisodes
- 2022 : Vampire Academy